# Kicki Johansson
Maria Christina "Kicki" Johansson, född 15 juni 1962 i Kristinehamn, är en svensk före detta basketspelare och baskettränare. Hon har genom sina basketmeriter placerats inom topp 100 idrottsmän/-kvinnor alla kategorier i Sverige genom tiderna.
Kicki Johansson har vid sidan av basketen bland annat arbetat som projektledare i Göteborgs Stad. Under drygt åtta år (2007–2016) var Kicki fritidschef i Huddinge kommun. För närvarande är hon kultur- och fritidschef i Hällefors kommun. Sedan april 2017 är Kicki ordförande i Värmlandsidrotten.

## Spelarkarriär
Kicki Johansson växte upp i värmländska Kristinehamn och började med basket i KFUM Kristinehamn. Hon värvades till Södertälje BBK redan som 19-årig. Hon spelade 255 matcher och gjorde 6 888 poäng för klubben i perioden 1981–1987, där hon var med och vann fyra SM-titlar och det blev ytterligare fem titlar med Arvika Basket och Europacupfinal 1991, det största som har hänt i Svensk Baskets klubbhistoria.
Johansson har med 190 matcher landskampsrekordet och med 3412 gjorda poäng även poängrekorden i det svenska landslaget och det inofficiella poängrekordet i damernas elitserie, med 62 gjorda poäng i matchen Södertälje BBK mot Söder (133–93), samt blev utsedd till förra århundradets spelare. Johansson vann även Elitseriens skytteliga åren 1983–1986.
Säsongen 1992/1993 blev Kicki Johansson Sveriges första kvinnliga basketproffs, i spanska Juven San Sebastián. 
Våren 1994 meddelade hon att hon slutade spela.
I samband med Dam-EM 2015 i Ungern, blev Kicki Johansson, som enda svensk, uttagen att spela i FIBA Europe Legends Game.

## Tränarkarriär
Kicki Johansson följde upp den aktiva karriären med en tränarkarriär. I sex år var hon tränare för Högsbos damlag. År 2000 förde hon upp Högsbo Basket Damer till Elitserien. 2002–2005 hade hon även ansvaret för basketgymnasiet på Frölunda Gymnasium i Göteborg.

## Övrigt
Under åren 2005–2013 var Kicki Johansson ledamot i Svenska Basketbollförbundets tävlingsutskott. Under 2014 var Kicki ledamot i Riksidrottsförbundets Elitidrottskommitté. 2015 deltog hon i den åttonde säsongen av mästarnas mästare, som sändes under våren 2016 i Sveriges television. Hon skadade sig dock så illa under en av tävlingarna, att hon valde att hoppa av.